# Yang Hui

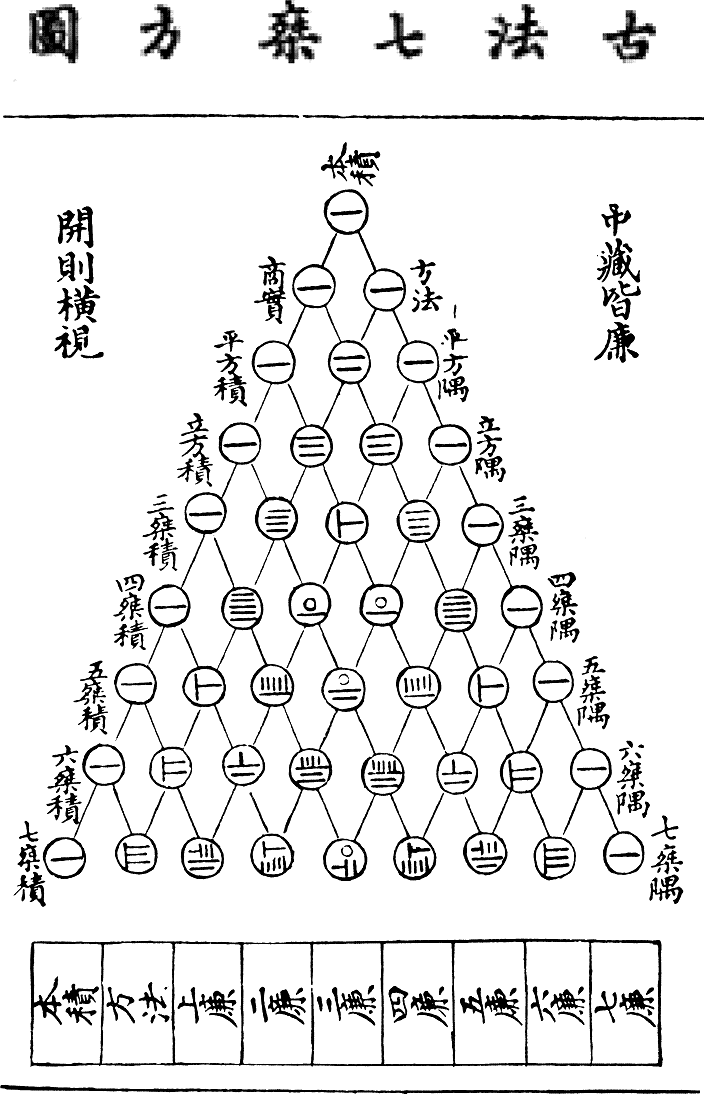
Triangle de Yang Hui (Triangle de Pascal) utilisant des baguettes à calculer, tel que représenté dans une publication de Zhu Shijie en 1303 ap. J.-C.

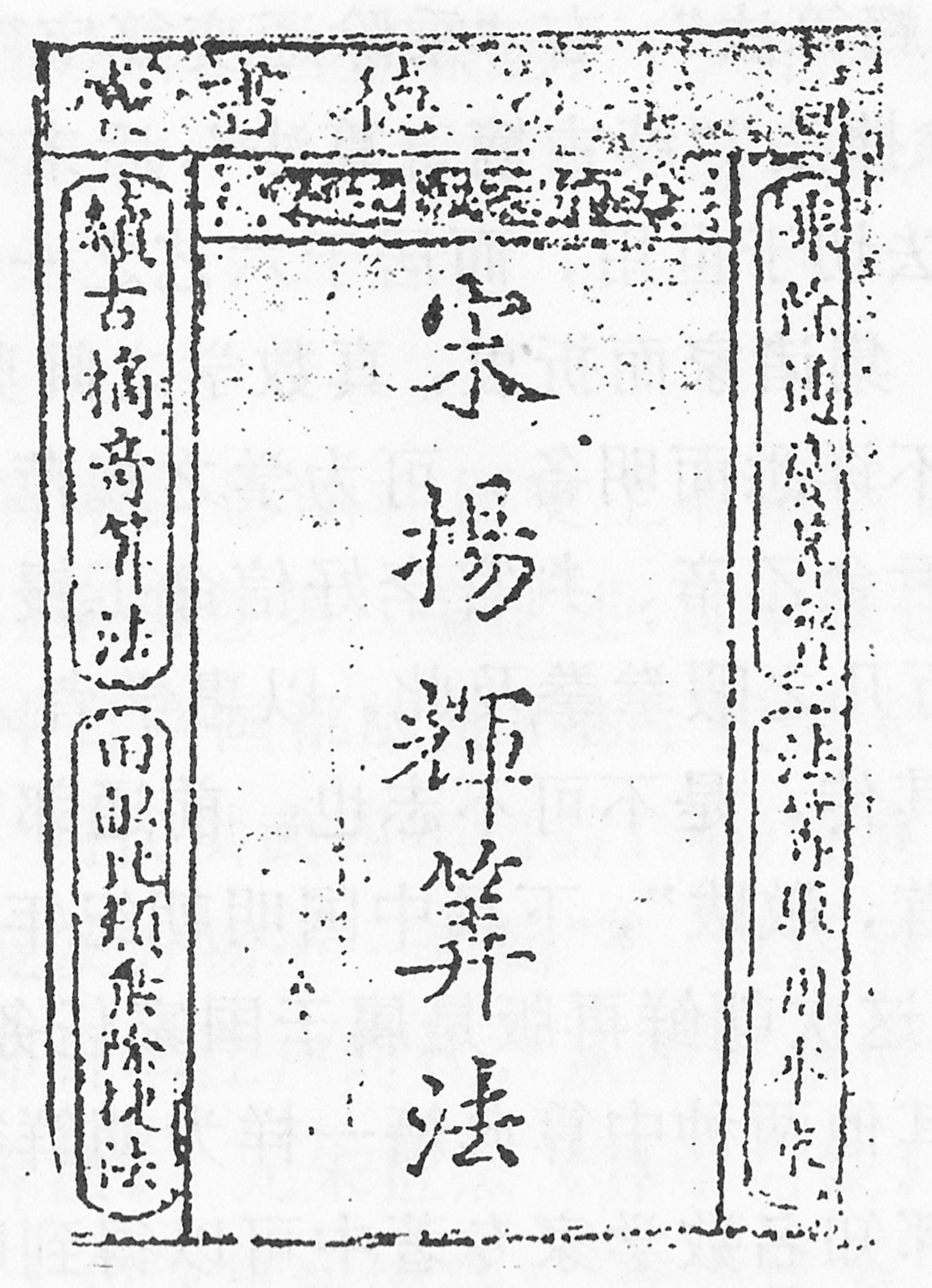
Édition coréenne de 1433 du livre de Yang Hui suan fa

Construction par Yang Hui d'un carré magique du 3e ordre

Yang Hui ((zh), ca. 1238–1298), de nom de courtoisie Qianguang (謙光), était un mathématicien et écrivain chinois de la dynastie Song. Originaire de Qiantang (Hangzhou, Zhejiang contemporain), Yang a travaillé sur les carrés magiques, les cercles magiques et le théorème binomial, et est surtout connu pour sa contribution sur le Triangle de Yang Hui. Ce triangle était le même que le Triangle de Pascal, découvert par le prédécesseur de Yang, Jia Xian. Yang était également contemporain d'un autre célèbre mathématicien, Qin Jiushao.

## Œuvres écrites

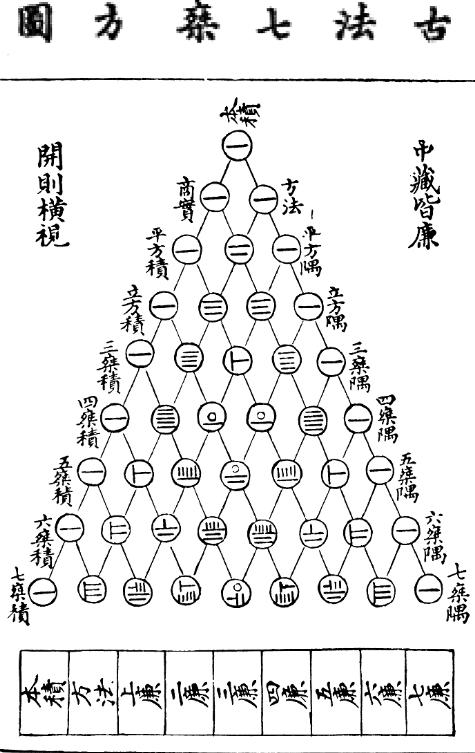
Triangle de Yang Hui

La plus ancienne illustration chinoise existante du Triangle de Pascal provient du livre de Yang Xiangjie Jiuzhang Suanfa (詳解九章算法) de 1261 ap. J.-C., dans lequel Yang a reconnu que sa méthode pour trouver les racines carrées et cubiques à l'aide du "Triangle de Yang Hui" fut inventée par le mathématicien Jia Xian, qui l'a exposée vers 1100 ap. J.-C., environ 500 ans avant Pascal. Dans son livre (aujourd'hui perdu) connu sous le nom de Rújī Shìsuǒ (如積釋鎖), dont l'existence est connue grâce à son contemporain, le mathématicien Liu Ruxie (劉汝諧). Jia a décrit la méthode utilisée comme 'li cheng shi suo' (le système de tabulation pour déverrouiller les coefficients binomiaux). Elle est réapparue dans une publication du livre de Zhu Shijie Miroir de jade des quatre inconnues (四元玉鑒) en 1303 ap. J.-C.
Vers 1275 ap. J.-C., Yang avait finalement deux livres de mathématiques de publiés, connus sous le nom de Xugu Zhaiqi Suanfa (續古摘奇算法) et Suanfa Tongbian Benmo (算法通變本末, communément appelé Yang Hui suanfa 楊輝算法). Dans le premier livre, Yang a écrit sur l'arrangement des nombres naturels autour des cercles concentriques et non concentriques, appelés cercles magiques, et des diagrammes verticaux-horizontaux de dispositions combinatoires complexes appelées carrés magiques, fournissant des règles pour leur construction. Dans ses écrits, il a critiqué vivement les travaux antérieurs de Li Chunfeng et Liu Yi (劉益), ce dernier étant satisfait d'utiliser des méthodes sans en élaborer les origines ou le principe théorique. Affichant une attitude et une approche quelque peu modernes envers les mathématiques, Yang a déclaré un jour :
''Les hommes d’autrefois changeaient le nom de leurs méthodes de problème en problème, de sorte que, comme aucune explication spécifique n’était donnée, il n’y avait aucun moyen de connaître leur origine ou leur fondement théorique."
Dans son travail écrit, Yang a fourni une démonstration théorique de la proposition selon laquelle les compléments des parallélogrammes qui entourent le diamètre de n'importe quel parallélogramme donné sont égaux les uns aux autres. Il s'agit de la même idée exprimée dans la quarante-troisième proposition du premier livre du mathématicien grec Euclide (vers 300 av. J.-C.), mais Yang a utilisé le cas d'un rectangle et d'un gnomon. Yang rédigea également un certain nombre de problèmes géométriques et de propositions mathématiques théoriques ayant une très forte similarité au système euclidien, malgré le fait que les premiers livres d'Euclide à être traduits en chinois l'ont été par l'effort coopératif du jésuite italien Matteo Ricci et de l'officiel de la Ming Xu Guangqi au début du XVIIe siècle.
Les écrits de Yang sont les premiers où apparaissent des équations quadratiques avec des coefficients négatifs de 'x', bien qu'il attribue cela à Liu Yi. Yang était également connu pour sa capacité à manipuler les fractions décimales. Lorsqu'il voulait multiplier les chiffres dans un champ rectangulaire avec une largeur de 24 pas 3 4⁄10 pieds et une longueur de 36 pas 2 8⁄10, Yang les exprimait en parties décimales du pas, comme ceci : 24,68 X 36,56 = 902,3008.